# Christopher Cristaldo
Christopher Cristaldo, né le 15 janvier 1995 à Paraguay , est un footballeur australien. Son père est l'ancien footballeur Victor Cristaldo. En 2013, il a joué pour l'équipe d'Australie de football des moins de 20 ans.